# Biblioteca Scarabelli
(Calogero Manasia, Classificazione della biblioteca comunale di Caltanissetta Tip. Ospizio di Beneficenza, Caltanissetta 1870, p. 5)

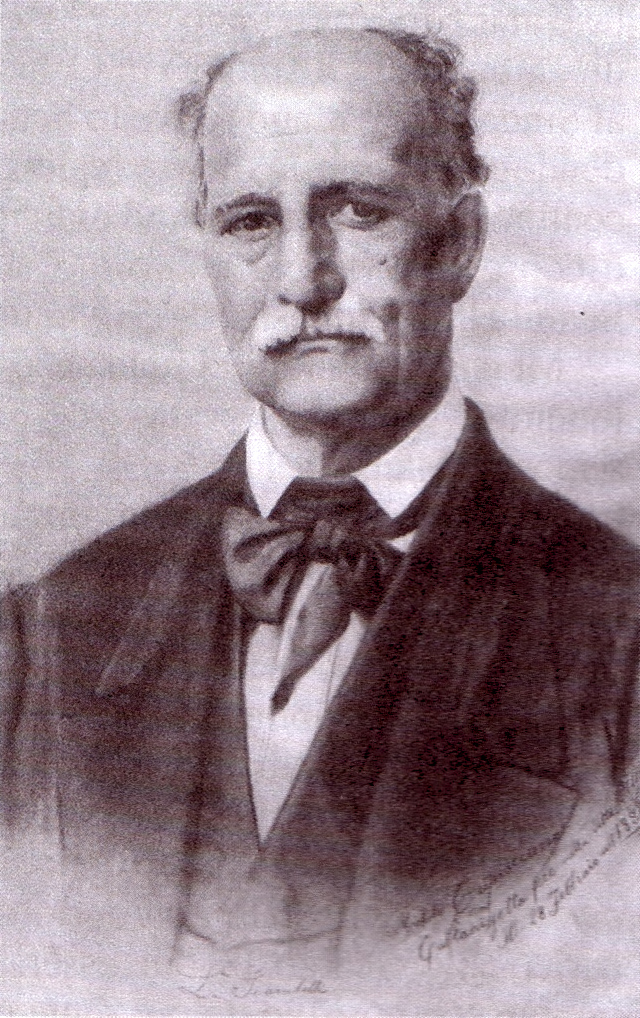
Ritratto del 1882 di Luciano Scarabelli dell'artista Michele Tripisciano

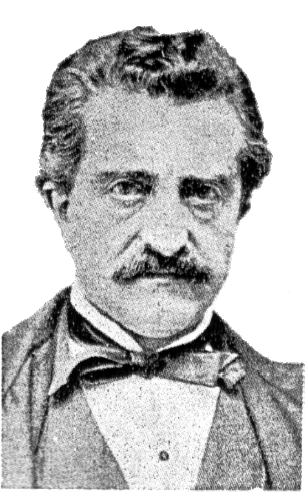
Il Prefetto Domenico Marco

La biblioteca comunale "Luciano Scarabelli", o più semplicemente biblioteca Scarabelli, è la storica biblioteca di Caltanissetta fondata nel 1862 e ospitata nei locali dell'ex collegio dei Gesuiti.
La biblioteca, fondata su numerosi lasciti di collezioni di volumi, è intitolata al filologo Luciano Scarabelli il quale operò negli anni con cospicue donazioni che si sommarono ai preziosi volumi requisiti per decreto ai vari ordini religiosi presenti sul territorio prima dell'unità d'Italia.
I personaggi che in epoche e per motivi diversi contribuirono in modo precipuo a rendere preziosa e culturalmente importante la biblioteca furono: il frate priore cappuccino Girolamo Maria al secolo Pietro Guadagno di Caltanissetta, il prefetto Domenico Marco d'Ivrea, il prof. Luciano Scarabelli, piacentino, e il bibliotecario nisseno Calogero Manasia.
La biblioteca comunale vanta un importante patrimonio comprendente 142.166 volumi, riviste e 281 manoscritti (anno 2013). Possiede inoltre una collezione sopravvissuta di opere storiche costituenti il fondo antico, tra cui 11 incunaboli di argomenti filosofici e religiosi del 1476-1496, 2 pergamene e più di mille preziose cinquecentine.
In omaggio all'illuminata generosità dello Scarabelli, si volle dedicare a lui il nome della Biblioteca il 12 maggio 1882.

## Storia
Dopo l'arrivo di Garibaldi con la spedizione dei Mille in Sicilia fu il prodittatore Antonio Mordini, con il decreto n. 264 del 17 ottobre 1860 che diede inizio alla storia della Biblioteca Comunale a Caltanissetta.
La biblioteca fu istituita successivamente nel 1862 per volontà del Consiglio comunale; che successivamente con la deliberazione consiliare del 12 maggio 1882 n. 38 attribuirà riconoscente il nome della stessa allo studioso piacentino Scarabelli. Successivamente nell'anno 1862 l'avv. Domenico Marco d'Ivrea, primo illuminato prefetto postunitario di Caltanissetta, prese l'iniziativa di lanciare un appello pubblico a tutti gli ordini religiosi, enti pubblici, famiglie patrizie e professionisti, affinché donassero volumi per la costruenda biblioteca comunale di Caltanissetta.
Il servizio al pubblico della biblioteca iniziò nel 1888, grazie a un primo stanziamento da parte del comune e dopo l'attento e necessario lavoro di preparazione effettuato dal bibliotecario e sacerdote Calogero Manasia.

### Le confische agli ordini religiosi
Il contributo più cospicuo e storicamente più pregevole venne da parte dei disciolti ordini religiosi. Infatti nel 1867, un decreto ministeriale assegna alla città il patrimonio librario degli ordini religiosi, presenti a Caltanissetta; per un totale di oltre 12 367 volumi.
Gli ordini che contribuirono con le proprie opere, sono stati per la gran parte i Frati cappuccini; poi quelli dei Riformati, di San Antonio di Santissima Maria degli Angeli, di San Francesco, dei Benedettini di Santa Flavia, degli Agostiniani scalzi, dei Fatebenefratelli, dei Domenicani e dei Gesuiti.
La consegna dei volumi, eccezion fatta per quelli dei Gesuiti, avvenne in data 9 ottobre 1867.
I 1469 volumi dei Gesuiti furono acquisiti dal patrimonio della Biblioteca solo nel 1889, dopo essere stati scoperti casualmente in un sottotetto della chiesa di Sant'Agata al Collegio attigua ai locali della biblioteca. Lì erano stati nascosti, per evitare la confisca, prima della partenza dei gesuiti dalla città. Partenza avvenuta nel 1860, quando il 17 giugno Garibaldi con un editto espulse i Redentoristi e i Gesuiti a causa del loro attivo ruolo nella formazione superiore concessa in esclusiva al Re di Napoli.
I libri dei gesuiti furono consegnati alla città grazie al decreto prodittoriale del 1860, per intercessione dell'allora Ministro della pubblica istruzione Boselli, che conosceva e apprezzava la biblioteca.

### Le donazioni di Luciano Scarabelli

Testo autografo:
"Al Municipio di Caltanissetta per la Biblioteca
L. Scarabelli"

La donazione più importante, fatta alla biblioteca nissena, è quella dello studioso Luciano Scarabelli, professore di Estetica all'Università di Bologna, che nel periodo compreso tra il 1862 e il 1875 donò oltre 2.500 volumi alla biblioteca, con vari invii. La biblioteca prende da lui il nome per decisione del Consiglio Comunale del 12 maggio 1882, in segno di riconoscenza per le ripetute e pregevoli donazioni fatte, e per lo spirito democratico e di grande mecenate mostrato verso la comunità della città di Caltanissetta.
Tra i libri donati da Luciano Scarabelli a Caltanissetta vanno segnalati i libri, avuti a sua volta in dono, della biblioteca personale del suo maestro Pietro Giordani.
Scrive il Vitellaro:

il filo rosso che unisce il piacentino Luciano Scarabelli ad una sperduta città nel centro della Sicilia, trova risposta nell'opuscolo "Per un fondamento di studi in una città di Sicilia", 1865. Pubblicato in anastatica del 2008.
Dove lo Scarabelli scrive che il suo maestro Pietro Giordani lo salvò dall'ignoranza e lo plasmò come studioso grazie al dono che questi fece lui dei propri libri, a patto che egli una volta letti e studiati li avesse a sua volta donati a:

E io mantenuta la parola seminando a pubblico e a privato dovunque me trovavo quello che avevo e di mio, e di altrui venutomi da altri.

... lessi che Caltanissetta votato aveva di comporre ed aprire al pubblico una biblioteca, rivolgeva agli amorosi degli studii perché volessero, donando libri, aiutare l'attuazione di quello concetto. Io feci una coltè di quello che avevo innanzi e spedii.»

### Le donazioni di privati
Nonostante la documentata resistenza del vescovo dell'epoca e di molti enti ecclesiastici, molti diedero sostegno all'iniziativa donando volumi in modo pari al loro prestigio sociale.
Tra le più importanti donazioni vanno ricordati i volumi donati da:
- Cardinale Dusmet priore dei Benedettini Cassinesi diCatania
- Liborio Navarra di Castrogiovanni
- Il principe di Resuttano
- La principessa di Montevago
- Nicola Zanichelli editore di Modena
- Il Barone Chiaramonte e Bordonaro di Palermo

insieme a molti altri donatori di ogni parte d'Italia.
Tra le donazioni di cittadini nisseni si ricordano:
- Il priore dei Benedettini Cassinesi di Caltanissetta
- Il Barone Lanzirotti
- Il Barone Di Figlia
- Il Barone Canalotti
- Il Barone Camillo Genovese contribuì alla sua morte con la sua biblioteca personale di 693 volumi.

Insieme ad altri volumi acquistati da privati con fondi comunali, si aggiunsero i volumi personali del direttore della Biblioteca Calogero Manasia e di Michele Tripisciano scultore nisseno.
Tra le donazioni di più recenti vanno ricordate per importanza quelle di Giovanni Mulè Bertòlo che fu uno storiografo della città, quella del canonico Francesco Pulci, del professor Luigi Sanna, dei medici Di Prima e Macaluso insieme a quelle di altri professionisti nisseni; e infine quella della Banca d'Italia, donazione conseguente alla chiusura della filiale nissena, con ben 1858 volumi.

### L'opera di Calogero Manasia
Il sacerdote Calogero Manasia di Resuttano operò a Caltanissetta dirigendo la biblioteca Scarabelli dal 1870 al 1905.
Nel 1878 fu nominato ufficialmente bibliotecario capo della stessa dall'allora Consiglio comunale. Il suo ruolo per lo sviluppo della stessa biblioteca è riconosciuto come decisivo per aver classificato e organizzato tutti i libri del fondo antico e quelli che man mano negli anni confluivano alla biblioteca.
Il servizio di apertura al pubblico della biblioteca ebbe inizio solo nel 1888, preceduto dall'attento lavoro di catalogazione di Calogero Manasia, grazie a un finanziamento comunale.
Prima di lui il sacerdote Vincenzo Polizzi nel 1868 e l'ex gesuita Vincenzo Caprera, per il biennio 1869-70, si erano limitati a incamerare i libri che confluivano alla libreria per la confisca dei beni religiosi, per effetto del decreto ministeriale 9 ottobre 1867.

## Patrimonio
La biblioteca Scarabelli possiede, a tutto il 2009, un patrimonio di 142.166 volumi, 69 riviste varie, 281 manoscritti diversi, e una collezione di opere storiche che comprende: 1.042 cinquecentine, 11 incunaboli di argomenti filosofici e religiosi del 1476-1496, tra cui un incunabolo attribuito a Giovanni Pico della Mirandola e infine 2 pergamene..
In data 8 settembre 2010 viene denunciata la scomparsa di un prezioso testo il: "Psalterium diurnum" del XVII secolo classificato fra le cinquecentine, sottratto da ignoti il 3 settembre.

### Fondi e sezioni
Diversi patrimoni privati sono confluiti nella biblioteca costituendo alcuni Fondi, molti organizzati per argomento, altri importanti storicamente:
- Fondo Scarabelli uno dei più importanti per la sua numerosità e ampiezza con oltre 2500 volumi.
- Fondo Pietro Giordani (Letteratura) testi ceduti dal Giordani al suo allievo Scarabelli, che li donò alla città Nissena.
- Fondo Mulè Bertòlo Giovanni (Storia Locale) 4000 pubblicazioni varie raccolte il 556 volumi rilegati.
- Fondo Pulci Francesco (Religione)
- Fondo Le Moli (Giurisprudenza) 119 volumi di discipline giuridiche.
- Fondo Sanna Luigi (Varia Umanità) 2618 volumi.
- Fondo canonico
- Fondo della Banca d'Italia 1858 volumi.

Sezioni speciali
- Sezione storia locale
- Sezione ragazzi
- Sezione periodici e quotidiani
- Archivio Rotariano[17]

#### Fondo antico

Porta di ingresso della Biblioteca Scarabelli a Caltanissetta prima dell'ultimo restauro

Sala principale negli anni 30 della biblioteca Scarabelli

L'apporto di oltre 12 000 volumi da parte dei locali conventi religiosi fece sì che la Biblioteca Scarabelli si caratterizzasse sin dalla sua istituzione come una biblioteca storica. I testi di origine religiosa sono stati 12 367, ad oggi è difficile attribuire i singoli libri all'ordine ecclesiastico di provenienza nella creazione del fondo antico, così come fu organizzato dal Bibliotecario Manasia, che per primo pensò e creò una corretta archiviazione dei testi ricevuti dalla biblioteca.
Provenienza:
- I libri dei Cappuccini provenivano dal convento di contrada Pigni, fondato nel 1540, poi diventato Nosocomio e nel 1905 l'Ospedale Vittorio Emanuele II.
- I libri dei Benedettini Cassinesi provenivano dal monastero di Santa Flavia fondato nel 1592.
- I libri dei Domenicani provenivano dal convento di San Domenico fondato nel XV secolo.
- I libri dei Carmelitani provenivano dal Convento del Carmine poi diventato Palazzo del Carmine-Municipio fondato nel 1371.
- I libri dei Francescani conventuali provenivano dal Convento di San Francesco fondato nel 1507.
- I libri degli Agostiniani Scalzi provenivano dal 
convento di Santa Maria delle Grazie fondato nel 1623.
- I libri dei Benedettini Cassinesi provenivano dal Monastero di Santa Flavia e dal Convento di Santa Caterina.
- Altri libri quelli degli Antoniani di Sant'Agostino (1637) e quelli dei Ordine dei Minori Osservanti di Santa Maria degli Angeli (1507).

##### I libri dei Cappuccini
Di particolare pregio e importanza per la nascente biblioteca Scarabelli fu l'apporto dei libri provenienti dal Convento dei Cappuccini. Il pregio e l'importanza di questi testi, nasce dal fatto che lo stesso convento era sede di noviziato, tanto che richiese nel 1698 la creazione di una biblioteca ad hoc per contenere la mole dei volumi presenti.
Gran parte dell'importanza delle opere presenti nel convento de Cappuccini di Caltanissetta si deve all'azione illuminata del priore Girolamo Maria al secolo Pietro Guadagno. Egli nacque il 10 marzo 1712 e visse per 20 anni a Roma rimanendo molto vicino, per motivi di ufficio, ai papi Clemente XIII e Clemente XIV; cosa questa che gli permise di poter usufruire di lasciti e acquisizioni di libri provenienti da biblioteche private di monaci e prelati deceduti a Roma. Ciò anche grazie alla speciale autorizzazione papale per usare le elemosine raccolte nell'acquisto di libri. Quando morì nel 1786 aveva contribuito a creare la prestigiosa e preziosa biblioteca del convento dei Cappuccini più di ogni altro. La biblioteca, secondo gli storici, era superiore ai 6400 volumi, volumi che poi confluiranno nella Biblioteca Scarabelli. La preziosità della Biblioteca creata è testimoniata dal fatto che Papa Alessandro VII Chigi concesse ai Cappuccini il potere di scomunicare chi avesse danneggiato o rubato i volumi della biblioteca.
Il valore culturale della biblioteca per i laici e religiosi di Caltanissetta superava ogni altra biblioteca del posto, anche rispetto a quella dei Gesuiti che assicuravano a Caltanissetta una formazione di "primo livello" per poi dirottare i discendi verso altre "Scuole maggiori" a Palermo, Catania, Siracusa e Trapani o presso il Seminario diocesano di Girgenti (l'odierna Agrigento).
Per comparare il valore della biblioteca dei Cappuccini di Caltanissetta, con i suoi oltre 6400 volumi, va ricordato che la biblioteca dei Cappuccini di Messina possedeva 1131 testi, quella di Catania 554, le altre sparse per la Sicilia poche centinaia ciascuna.
Benché i libri dei Cappuccini fossero tutti contrassegnati da un bollo di riconoscimento proprio, a tutt'oggi non è stato possibile fare un censimento della provenienza dei libri dei vari fondi confluiti nella Biblioteca Scarabelli.
L'elegante libreria in legno che li conservava, nel convento dei Cappuccini, fu trasferita insieme ai libri nella biblioteca Scarabelli quando questa fu creata dopo il 1862; essa è stata oggetto di un recente restauro che l'ha restituita alla sua austera bellezza.

##### I libri dei Gesuiti

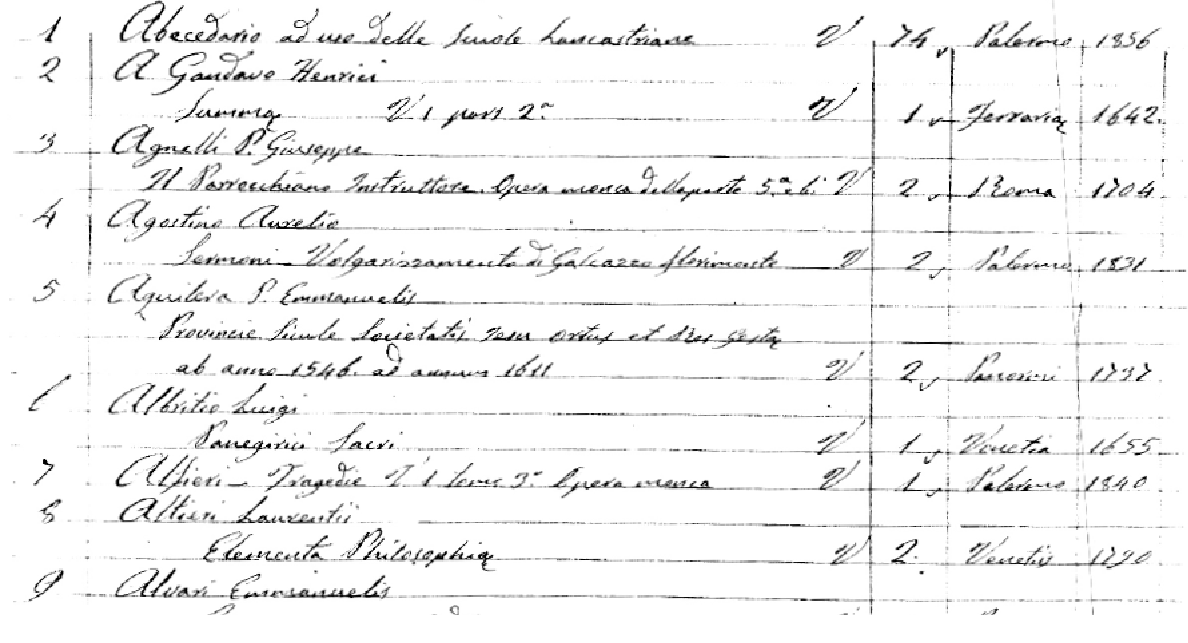
Elenco autografo dei libri del fondo dei Gesuiti di Caltanissetta

I libri dei Gesuiti confluirono nel patrimonio della Biblioteca Scarabelli, in modo fortuito, solamente 32 anni dopo la partenza degli stessi gesuiti dalla città. Partenza dovuta al decreto di Garibaldi che confiscava i beni dei Gesuiti e dei Redentoristi, per il loro supporto esclusivo ai Borboni.
I Gesuiti credendo, come altre volte successo, di poter tornare nel loro collegio, nascosero piuttosto che "trafugare" i propri testi, in un sottotetto della chiesa di Sant'Agata, attigua al collegio, dietro un muro creato apposta per occultare gli stessi.
Solamente a seguito di lavori furono scoperti in modo del tutto casuale e vennero successivamente acquisiti nel patrimonio della Biblioteca.
Infatti questi volumi, piuttosto che entrare nel demanio dello Stato, furono affidati in via definitiva alla biblioteca, grazie all'interessamento dell'allora ministro dell'Istruzione.
Questi libri furono contati in 1.469 volumi dal bibliotecario Calogero Manasia e quindi classificati, per la gran parte, come testi a carattere religioso.
Solamente 16 furono le più preziose cinquecentine con opere di Sant'Agostino e di Averroè, di Cicerone, di Demostene e di San Girolamo.
51 furono le seicentine e le settecentine 145, mentre i testi dell'Ottocento furono 143, parecchi quelli in lingua francese.

##### Incunaboli
Gli incunaboli posseduti dalla biblioteca Scarabelli sono in tutto 14, pur numerati fino a 17 per l'inserimento di volumi successivi al 1500.
- Thomas de Aquino, Summa contra gentiles, seude veritate catholicae fidei, et errores Gentilium. Venetiis, Franciscus de Flailbrun et Nicolaus de Franckfordia, 1476 (Inc. 8)
- Gaetano de Thiene, Preclarissimi philosophi Gaetani Tiennesis vicentini, De Anima Aristotelis, Venetiis, Antonius de Strada de Cremona, 1481.(Inc. 9) appartenuto al frate Vito Maiorana dell'Ordine dei Carmelitani con sue note a margine [provenienza Convento di S. M. degli Angeli]
- Antonino da Firenze, Prima pars Summae fratis Anthonini de Florentia ordinis praedicatorum atque Archiepiscopi Fiorentini, Venetiis, Leonardus Wild, 1481 (Inc. 5) appartenuto al bibliofilo Sebastiano Li Greci.
- Antonino da Firenze, Incipit seconda pars Summae maioris fratis Anthonini archiepiscopi Fiorentini, Venetiis, Leonardus Wild, 1481 (Inc. 6) appartenuto al bibliofilo Sebastiano Li Greci.
- Giovanni de Ferrara, Liber de coelesti vita, Venetiis, Matheus Capcasa parmensis, 19 dicembre 1494 (Inc. 2a) Insieme a:
- S. Tommaso d'Aquino, Divi Thone Aquinatis commentaria in vangelum...
- Angelus de Clavario (Frate Angelo Carleti da Chivasso), Incipit prologus in Summa Angelica casibus conscientiae per fratrem Angelum de Claverio, Venetiis, Georgius de Rinolenis Mantuanus, 11 novembre 1487 (Inc. 10) [provenienza Convento di S. M. degli Angeli]
- Roberto Caracciolo, Sermones de laudibus Sanctorum, Napoli 1489 (Inc. 9)
- Jacopo da Varazze, Liber Sanctorum ac festorum per totum annum, Venetiis, Manfredus de Nomteferato 20 settembre 1493 (Inc. 11)
- Battista de Salis, (detto Trovamala), Incipit liber qui Rosetta casum appellatus, Venetiis, Georgius Arrivabeni, 17 settembre 1495 (Inc. 17)
- Michele (P.) da Milano, Quadragesimale seu Sermoniarum de paenitentia per adventum et quadragesimam, Venetiis, Georgius de Arrivabenis 28 settembre 1496 (Inc. 14) [provenienza Convento di S. M. degli Angeli]
- Michele (P.) da Milano, Quadragesimale seu Sermoniarum de paenitentia per adventum et quadragesimam, Venetiis, Georgius de Arrivabenis 28 settembre 1496 (Inc. 15) [provenienza Convento di S. M. degli Angeli]
- Giovanni Francesco Pico della Mirandola, Comentations Ioannis Pici Mirandulae in hoc volumine contentae quibus anteponitur vita p. Joanni Francisci illustrata principis Galeotti Pici Patri conscricta, Bonomiae, Benedictus Hectoris, 20 marzo 1496 (Inc. 3)
- Gregorius Magnus, Incipit negistrum breve atque utile omnium punctorum tractorum in moralibus beati Gregori pape ordinem alphabeti inferius annotatus, Venetiis, Andrea de Torrefanis de Asula, 11 aprile 1496 (Inc. 1) [Provenienza Monastero di S. Faustino]
- Landulfus Carthusiensis, In meditationes vitae Christi et super evangelia totius anni, Venetiis, Simonis Papienis cictus Bevilcqua, 7 dicembre 1498 (Inc. 12) [Provenienza Convento dei Cappuccini]

Ad oggi sono solo questi gli incunaboli custoditi nella biblioteca.

##### Cinquecentine

Preziosa incisione

Preziosa incisione

La provenienza e le origini del fondo antico spiegano l'importanza e il valore delle opere conservate nella Biblioteca. Il corpus di opere più prezioso è certamente quello delle cinquecentine, sono 1042 e queste rendono particolarmente importante la biblioteca Scarabelli nel panorama delle Biblioteche nazionali e non.
Le cinquecentine sono a carattere religioso ma non solo; tra le opere di maggior valore e pregio, Vitellaro cita le seguenti:

Biblia Polyglotta, aedidit Brianus Waltonius, Londini, MDLXVII (proviene dal Convento dei Cappuccini)

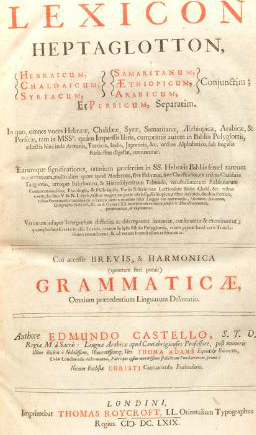
Lexicon Heptaglotton Hebraicum, Chaldaicum, Syriacum, Samaritanum, Aethiopicum, Arabicum, et Persicum - Londra 1669)

| Autore                  | Opera                                           | Luogo       | Data    | Formato | Collocazione |
| ----------------------- | ----------------------------------------------- | ----------- | ------- | ------- | ------------ |
| Tommaso (S) d'Aquino    | Comentaria in Evangelium                        | Venezia     | 1527    | 4°      | Inc. 2       |
| Silvestro (P) da Priero | Summa silvestrina                               | Venezia     | 1514    | 8°      | Inc.13       |
| Pesotto Niccolò         | Cornucopiae sive commentarium linguae           | Venezia     | 1504    | 4°      | Rari         |
| Pindarus                | Carmina s. l.                                   |             | 1586    | 24°     | Rari 16C     |
| Cicerone                | Opere varie                                     | Venezia     | 1569    | 4°      | Rari 6C      |
|                         | Biblia sacra cum glossa ordinaria               | Lugduni     | 1590    | In fol. | 113.A.1C     |
|                         | Biblia sacra cum glossis interlinearibus        | Venezia     | 1587-88 | 4°      | 115.A.13     |
| Bartolo da Sassoferrato | Opera ad corpus Juris Justinianei, Vol. XI      | Venezia     | 1596    | In fol. | 117.A.9.19   |
| Bartolo da Sassoferrato | Repetitionum in universam...                    |             |         |         |              |
| ibdem                   | Juris Canonici, Vol. 7                          | Venezia     | 1587    | In fol. | 118.A.1-7    |
| Aurelio (S) Agostino    | Opera omnia, Vol. 9                             | Lugduni     | 1541    | In fol. | 119.A.1-9    |
| Platone                 | Opera omnia Marsilio Ficino interprete          | Lugduni     | 1557    | 4°      | 152.C.2      |
| Aristotele              | Libri de coelo et mundo                         | Venezia     | 1543    | 4°      | 152.C.19     |
| Pietro Ispano           | Summulae logicales                              | Venezia     | 1583    | 16°     | 152.B.3      |
| Torquato Tasso          | Di Gerusalemme conquistata                      | Pavia       | 1594    | 16°     | 154.B.18     |
| Valla Lorenzo           | Elegantiarum latinae lingae libri sex           | Venezia     | 1563    | 8°      | AR/1.E.5     |
| Jacopo da Varazze       | Legendario                                      | Venezia     | 1525    | 4°      | 155.C.4      |
| Alunno Francesco        | Della fabbrica del mondo                        | Venezia     | 1562    | 4°      | AR/4.B.26    |
| Plutarco                | Vite                                            | Venezia     | 1570    | 8°      | 155.B.8      |
| Boccaccio               | Il Filocolo                                     | Milano      | 1520    | 16°     | 155.B.12     |
| Ovidio Nasone           | Heroides epistolae                              | Venezia     | 1574    | 16°     | AR/1.D.14    |
| Tacito C. Cornelio      | Opera quae exstant                              | Lione       | 1595    | 16°     | 155.A.19     |
| Aulo Gellio             | Noctes Atticae                                  | Lione       | 1539    | 16°     | 155.A.21     |
| Tasso Torquato          | La Gierusalemme liberata                        | Genova      | 1590    | 8°      | 86.L.9       |
| Boccaccio               | La genealogia degli dei gentili                 | Venezia     | 1574    | 8°      | 70.C.2       |
| Plutarco                | Alcuni opuscoli e le cose morali                | Venezia     | 1567    | 16°     | 69.M.27      |
| Cesare C. Giulio        | Commentari                                      | Venezia     | 1573    | 16°     | 69.M.31      |
| Terenzio                | Il Terenzio latino commentato in lingua toscana | Venezia     | 1575    | 16°     | 74.M.26      |
| Plinio C. S.            | Historiae naturalis libri octo                  | Lione       | 1561    | 24°     | 56.M.3       |
| Cicerone M. T.          | Orationum                                       | Venezia     | 1597    | 16°     | 56.M.29      |
| Tucidide                | De bello peloponnesiaco                         | Francoforte | 1589    | 16°     | 57.1.8       |
| Ariosto                 | L'Orlando Furioso                               | Venezia     | 1580    | 8°      | 74.D.60      |
| Demostene               | Opera Basilea                                   |             | 15..?   | 4°      | 140.C.18     |
| Nizolio                 | Thesaurus ciceronianus                          | Venezia     | 1576    | 4°      | 139.C.11     |
| Livio T.                | Historiae romanae                               | Lutetiae    | 1573    | 4°      | AR/1.B.4     |
| Varchi Benedetto        | Lezioni lette da lui sopra diverse materie      | Firenze     | 1590    | 8°      | AR/1.D.8     |

##### La bibbia Poliglotta
Particolarmente famosa e importante è la Bibbia Poliglotta di Walton. Catalogata con il numero 1 dell'inventario della biblioteca, proveniente dal Convento dei Cappuccini. Essa fu stampata a Londra tra il 1654 e il 1657 in sei volumi a opera di Brian Wolton un vescovo studioso orientalista (1600-1661). Le lingue usate oltre al latino e al greco, sono l'arabo, il caldeo, l'ebraico, l'etiope, il persiano, il samaritano e il siriaco; il testo biblico è preceduto dai Prolegomena scritti dallo stesso Wolton. Rispetto a testi simili antecedenti essa contiene il Libro Etiopico dei Salmi, il Cantico dei Cantici, il Nuovo Testamento arabo e i Vangeli in Persiano;ssa è stata l'ultima Bibbia prodotta in più lingue.
A essa sono correlati due volumi di un dizionario in sette lingue di Edmond Castell con relative grammatiche detto Lexicon Heptaglotton del 1686. Questo è un vero monumento dell'erudizione che aiutava la comprensione delle lingue citate nella stessa Biblia poliglotta del Walton e delle altre Bibbie poliglotte conosciute al tempo; quali la Biblia Regia o Bibbia poliglotta di Anversa o (Antwerp), (1569-1572) in otto volumi, la Bibbia poliglotta di Parigi (1629-45) in dieci volumi, e la Bibbia poliglotta più antica che è la Bibbia Poliglotta Complutense del  (1514-17) stampata ad Alcalá de Henares, in Spagna,  in tre lingue e sei volumi.
Nella biblioteca Scarabelli sono conservate altre 14 bibbie storiche di cui nove in latino, tre in italiano, una in francese e una in tedesco, insieme a diversi dizionari biblici oltre al citato Lexicon Heptaglotton.

##### Manoscritti
I manoscritti posseduti dalla Biblioteca sono 281 manoscritti, essi sono molto diversi per tipo, natura, età e destinazione. Spesso usati dai conventi in sostituzione di libri a stampa ben più cari. Di argomento filosofico, teologico, retorico queste "dispense" non sono attribuibili a un autore preciso.
Alcuni titoli, scelti dal Vitellaro sono:

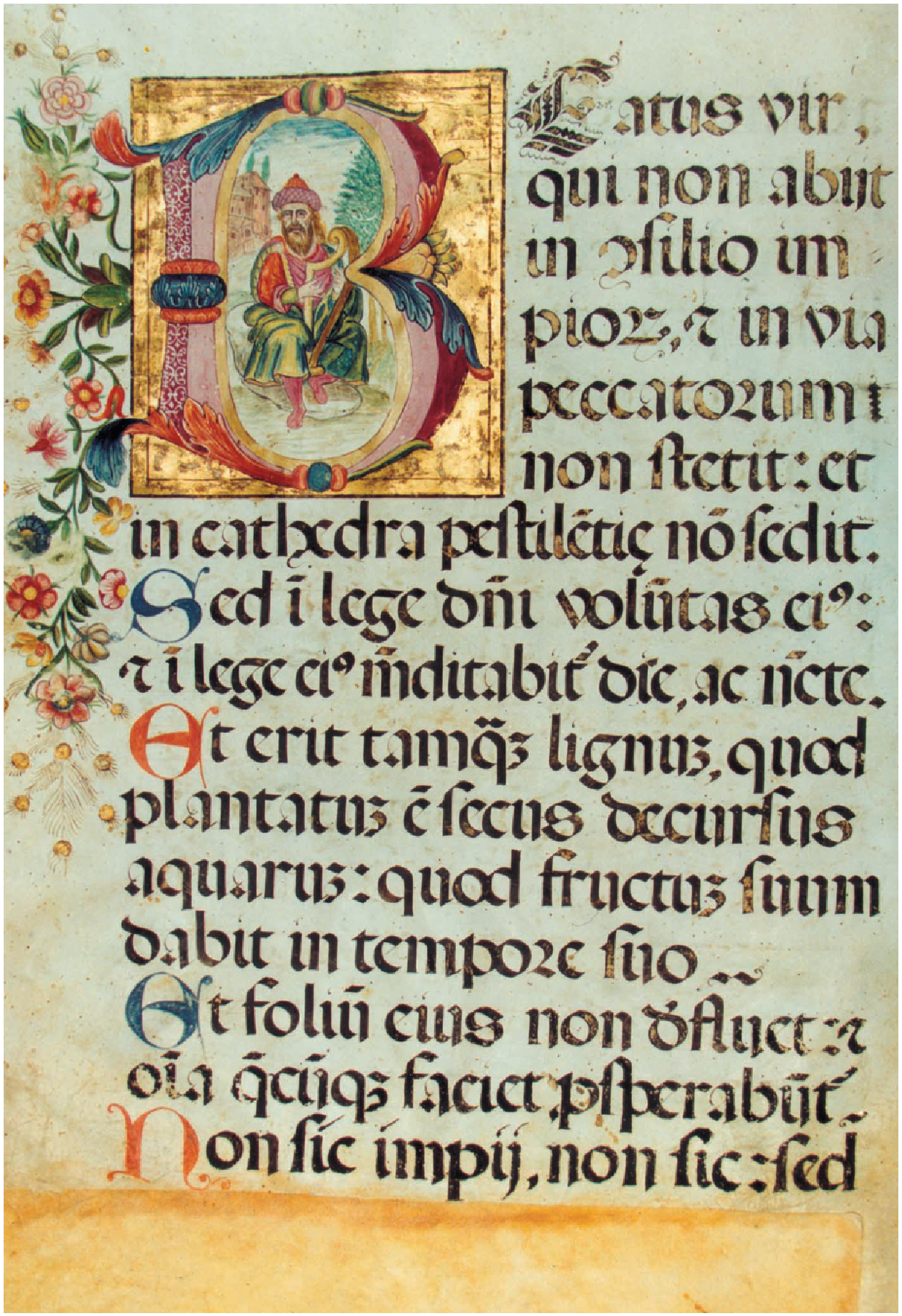
Psalterium diurnum sec. XVII, provenienza dal convento dei Cappuccini di Caltanissetta oggi scomparso

- Serafino (P) da Palermo, In primum sententiarum… Scoti…
- Disputatio secunda in quaestionem LXXXV S. Thomae de penitentia
- Commentarius in VIII libros Aristotetlis de Phisico anditu
- Clemente (P) da Caltanissetta, In II sententiarum… D. Scoti…
- Phisica seu philosophia naturalis
- Expositio in novem libros phisicorum

I due Salteri provenienti dal convento dei Cappuccini: Psalterium diurnum e Psalterium nocturnum, del XVII secolo, sono finemente miniaturati e sono i più preziosi tra i tanti.
Pubblicati in tempi recenti:
- la Relatione della missione fatta nel Regno del Congo (1690-1701) del cappuccino fra Luca da Caltanissetta, pubblicata nel 1974 a cura di Roman Rainero.
- Il secondo volume della Caltanissetta nei tempi che furono e nei tempi che sono di Giovanni Mulè Bertòlo.
- I lavori sulla storia ecclesiastica di Caltanissetta del canonico Francesco Pulci, pubblicati, a cura di Don Cataldo Naro, per le edizioni del Seminario, nel 1977.
- Altri manoscritti del Pulci sono custoditi nel carteggio che egli donò alla biblioteca assieme a migliaia di libri.

In data 8 settembre 2010 viene denunciata la scomparsa del "Psalterium diurnum" del XVII secolo.

### Opere d'Arte e Pinacoteca
La biblioteca custodisce pregevoli opere di artisti, che hanno gravitato nell'area nissena; insieme a una raccolta di immaginidi illustri personaggi nisseni.

#### Sculture

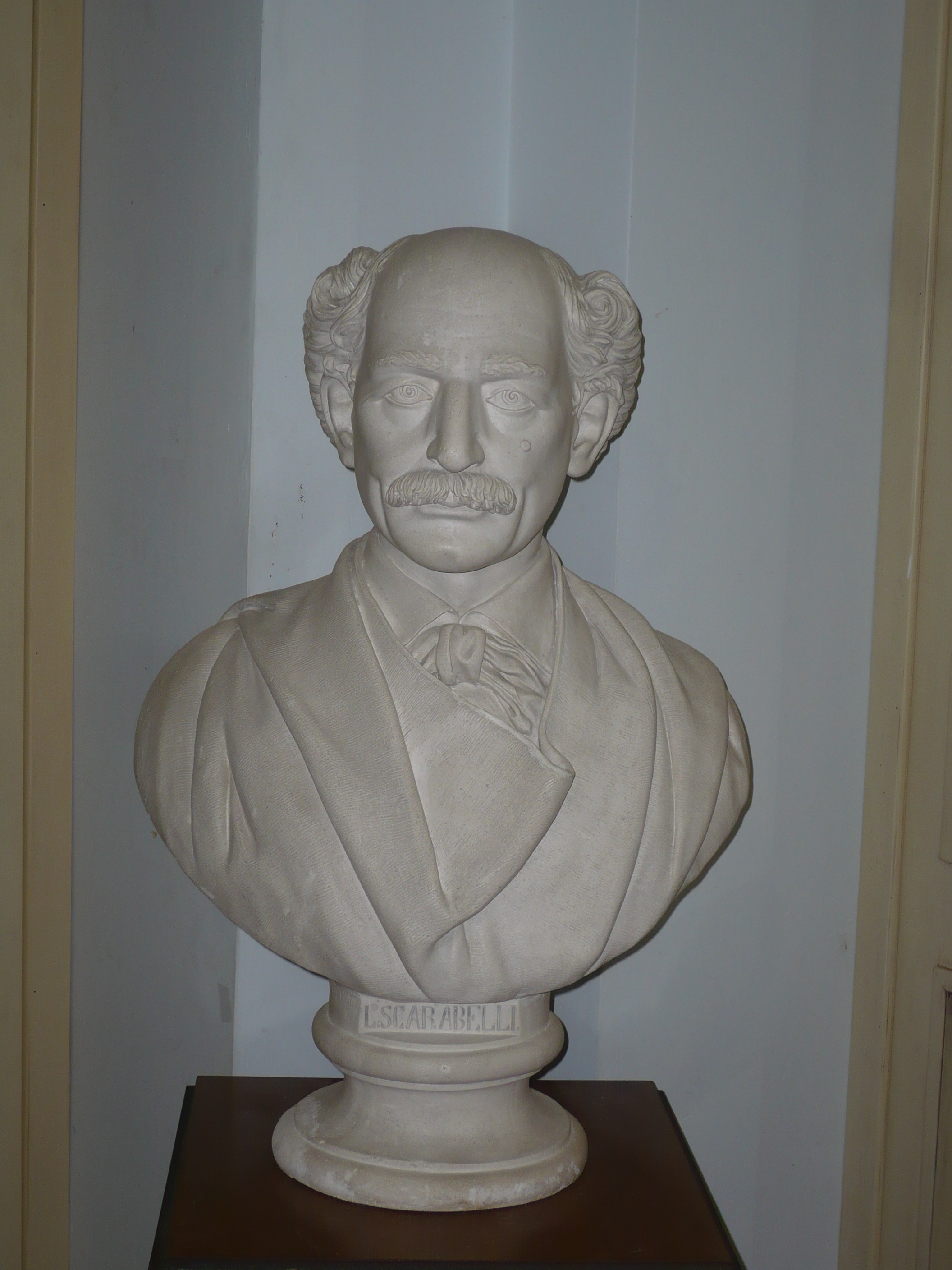
Michele Tripisciano - Busto in gesso di Luciano Scarabelli
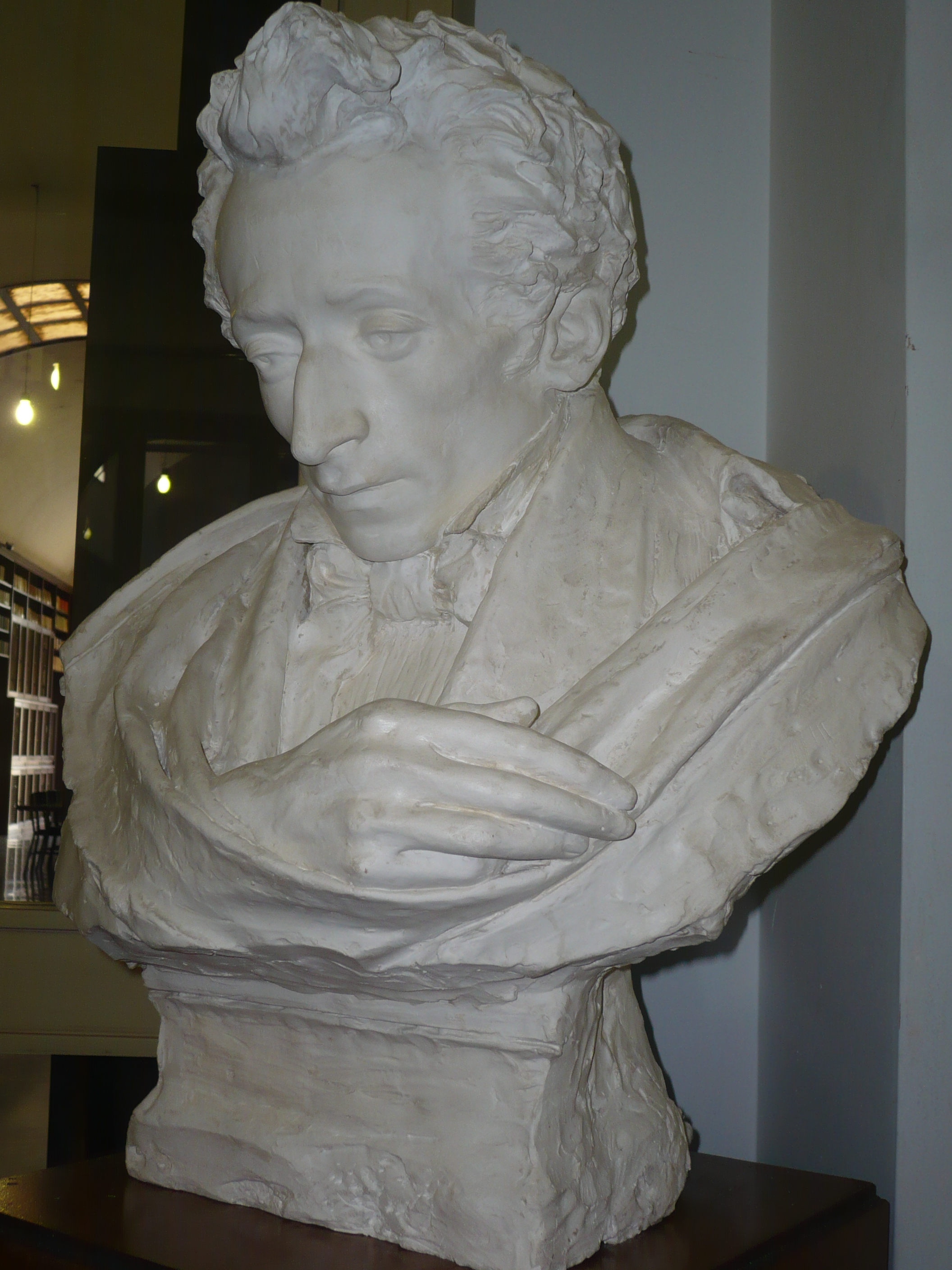
Michele Tripisciano - Busto in gesso di Giacomo Leopardi op. 2 "la Ginestra"
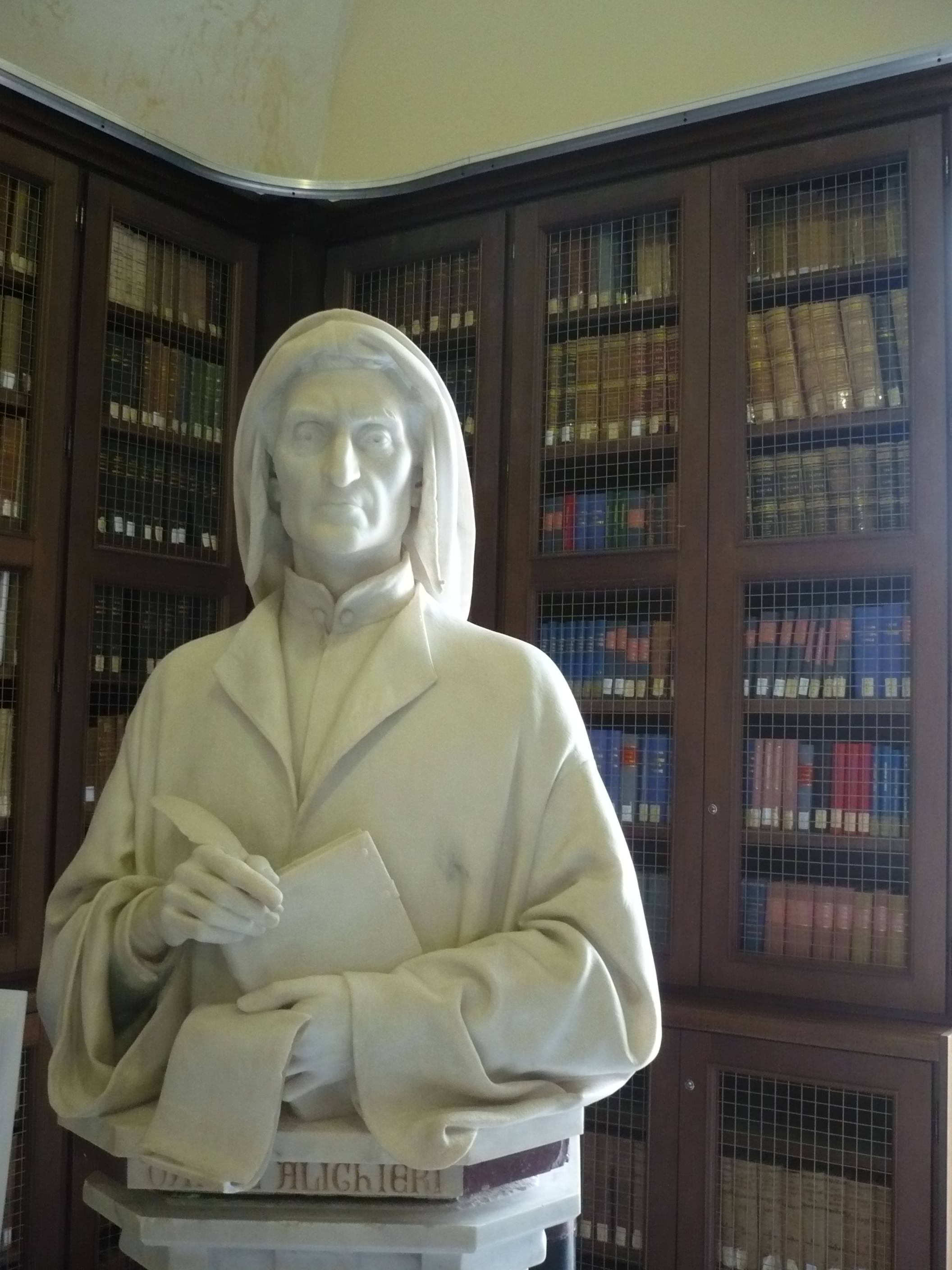
Busto in marmo di Dante dello scultore nisseno Giuseppe Frattallone (1866)

## I bibliotecari
Storicamente fu Calogero Manasia a "creare" la biblioteca cittadina, organizzandone e classificando i vari fondi antichi.

### Cronotassi dei direttori
Dieci bibliotecari si sono succeduti ininterrottamente dalla fondazione della Biblioteca al 1981; da allora l'istituzione è priva di questa figura. 
Cronologia dei direttori della biblioteca dalla fondazione:
1. Sac. Vincenzo Polizzi 1868
2. Sac. Vincenzo Caprera dal 1869 al 1870
3. Sac. Calogero Manasia dal 1870 al 1905
4. Sac. Alfonso Guarneri fino al 27 giugno 1910
5. Avv. Giuseppe Geraci fino al 22 febbraio 1927
6. Sig. Eugenio Mulè fino al dicembre 1935
7. Prof. Attilio Noto fino al marzo 1939
8. Can. Michele Palermo dal 1939 al 1940
9. Prof. Sac. Salvatore Piccillo dal 1940 al 1946
10. Prof. Salvatore Gruttadauria dal 1946 al 1981
11. Vacante dal 1981

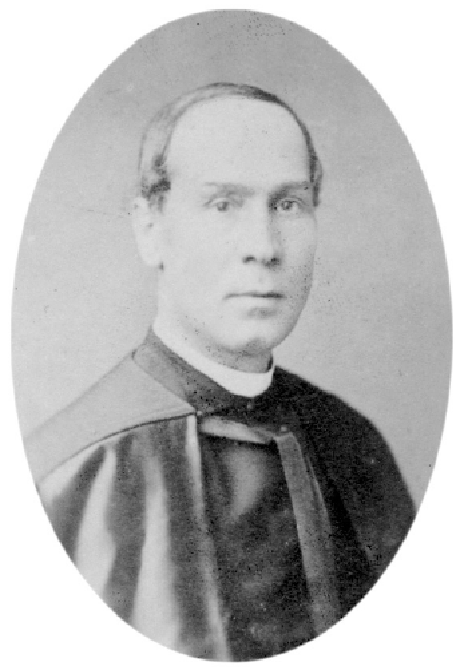
Calogero Manasia da giovane
Prof. Salvatore Gruttadauria

### Calogero Manasia

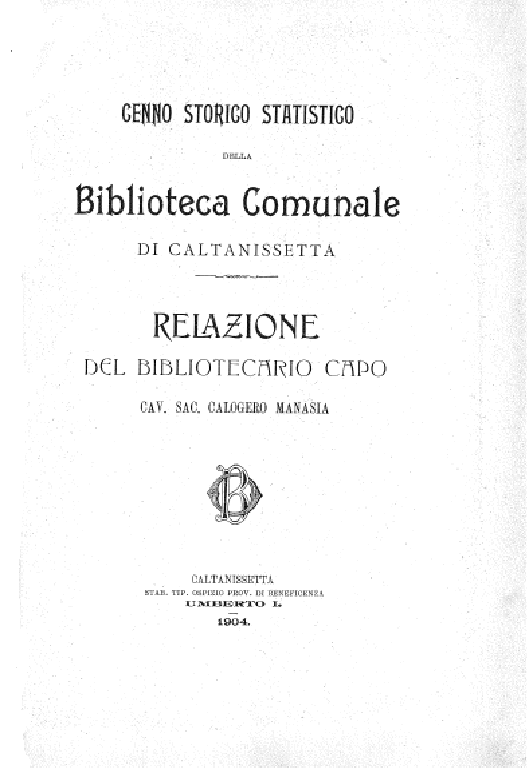
Relazione del bibliotecario Calogero Manasia 1904

Calogero Manasia Cav. Sac. (Resuttano, 1836 –Santa Caterina Villarmosa, 1911) è stato un presbitero, bibliotecario e scrittore italiano; che ha operato dal 1870 al 1904 come bibliotecario nella Biblioteca Scarabelli di Caltanissetta, e a lui che si deve la suddivisione e classificazione dei volumi storici posseduti dalla biblioteca nissena.
Nacque a Resuttano, centro agricolo dell'entroterra nisseno, nel 1836. Iniziò i suoi studi alla scuola normale maschile di Palermo; frequentò per 6 anni il convitto di Bronte e per 2 il seminario di Girgenti ed altri 2 allo Stesicoro di Palermo.
Dal 1862 insegnò come supplente a Caltanissetta nelle classi III e IV presso le locali scuole elementari.
Dal 1866 al 1867 insegnerà italiano e latino al Convitto Empedocle di Palermo; sempre a Palermo dal 1867 fu supplente al ginnasio del Collegio Convitto del SS. Salvatore.
Dal 1878 insegna nell'Ospizio Provinciale di Beneficenza Umberto I di Caltanissetta.
L'8 dicembre 1884 per meriti, senza esami, ottiene la dispensa all'insegnamento superiore.
A Caltanissetta risiederà fino al 1905, prima di trasferirsi a Santa Caterina Villarmosa dove morì nel 1911.
Dal 1870 al 1905, ininterrottamente e parallelamente al ruolo di insegnante, svolge il compito di bibliotecario della Biblioteca Scarabelli, organizzando e catalogando secondo criteri scientifici l'imponente numero di opere requisite ai vari ordini religiosi della città di Caltanissetta dopo l'unità d'Italia e quelle donate dai vari benefattori alla biblioteca del comune nisseno.
All'età di 42 anni il 25 febbraio 1878 fu nominato bibliotecario capo.

### Salvatore Gruttadauria
La classificazione in uso nella Scarabelli (Classificazione Dewey) è stata opera dell'ultimo bibliotecario: il Prof. Salvatore Gruttadauria. Questi pensò, anche, prima del pensionamento come linea strategica per il futuro della biblioteca Scarabelli, nei fatti divenuta primo polo culturale della città nissena, di creare un alcune biblioteche di quartiere nelle zone più periferiche e decentrate della città, insieme ad un'iniziativa editoriale per la provincia nissena. Idee, queste, mai realizzate in seguito.

## Servizi
La biblioteca offre consultazione e studio in sede, il prestito a domicilio, prestito interbibliotecario, informazioni bibliografiche, accesso a banche dati, Internet, postazioni multimediali, visite guidate, uso delle sale per iniziative culturali.

## L'edificio

A sinistra l'ex collegio dei Gesuiti sede della Biblioteca Scarabelli visto da Corso Umberto I all'altezza di Piazza Calatafini

La biblioteca nasce nei locali del collegio gesuitico attigui alla chiesa di Sant'Agata al Collegio assegnati in perpetuo al Comune di Caltanissetta il 17 ottobre 1860 dal prodittatore di Garibaldi in Sicilia, l'avvocato mazziniano e repubblicano Antonio Mordini, con il decreto n. 264 purché destinati alla pubblica istruzione.
La biblioteca, fin dalla sua fondazione, fu collocata nell'edificio conventuale dei Gesuiti, che era stato costruito dal 1589 per volere di Luisa e Francesco Moncada. Questo Collegio presenta all'interno un ampio cortile con porticato, opera di Natale Masucci (1605). L'edificio si sviluppa su due piani, ed è in stile barocco, con lesene, portali e nicchie in pietra arenaria, con finestre con cornici finemente ornate, oltre a decorazioni in pietra calcarea bianca che danno molta eleganza all'edificio.
È caratteristica la grande eterogeneità dei materiali utilizzati per la sua costruzione come il legno, il ferro, la pietra e il gesso, che armonicamente si armonizzano tra loro. Contribuirono alla sua edificazione i frati gesuiti Alfio Vinci e Salvo Blasco.
Contestualmente alla biblioteca l'edificio è anche stato sede di strutture scolastiche della città di Caltanissetta, che hanno modificato l'originaria disposizione degli ambienti interni. Infatti, sin dal 1875 venne iniziata un'opera di alterazione dell'antico collegio gesuitico, per adattarlo alla creazione delle locale Liceo classico Ruggero Settimo e la Scuola Media Rosso di San Secondo. Solamente dopo quasi un secolo nel 1966, il Liceo Classico fu trasferito negli attuali locali più idonei; mentre la Scuola media fu trasferita solamente nel 1990.

### Il restauro

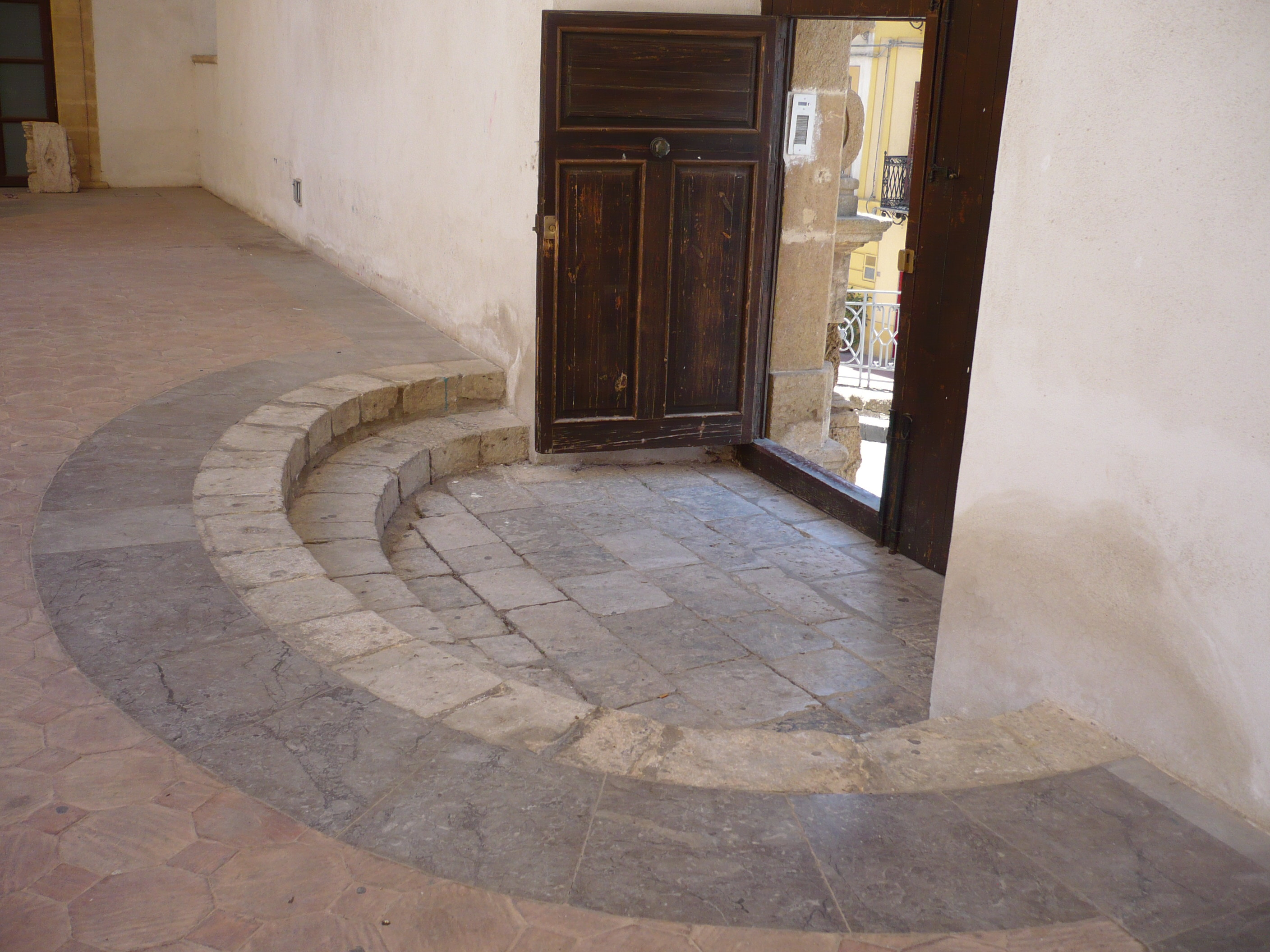
Vista dall'interno dell'ingresso della Biblioteca Scarabelli a Caltanissetta

#### Obiettivo
La scelta fatta nel 1993, dal Sindaco Avv. Giuseppe Mancuso e dagli amministratori comunali dell'epoca, andava contro l'idea, per altro da molti auspicata, di costruire una nuova sede moderna per la biblioteca. Con lo stanziamento approvato l'Amministrazione decise di valorizzare il patrimonio architettonico dell'intero edificio ex collegio dei Gesuiti, utilizzando anche i locali lasciati dalla scuola media Rosso di San Secondo e dal Liceo Ruggero Settimo. Restituendo così all'antico splendore la struttura, valorizzandola come meritava.
In data 23 settembre 1995 fu ottenuto il nulla osta al restauro dell'edificio, su progetto dell'architetto Luigi Santagati, per una spesa di quattro miliardi e 900 milioni di Lire.

#### Indagini preliminari

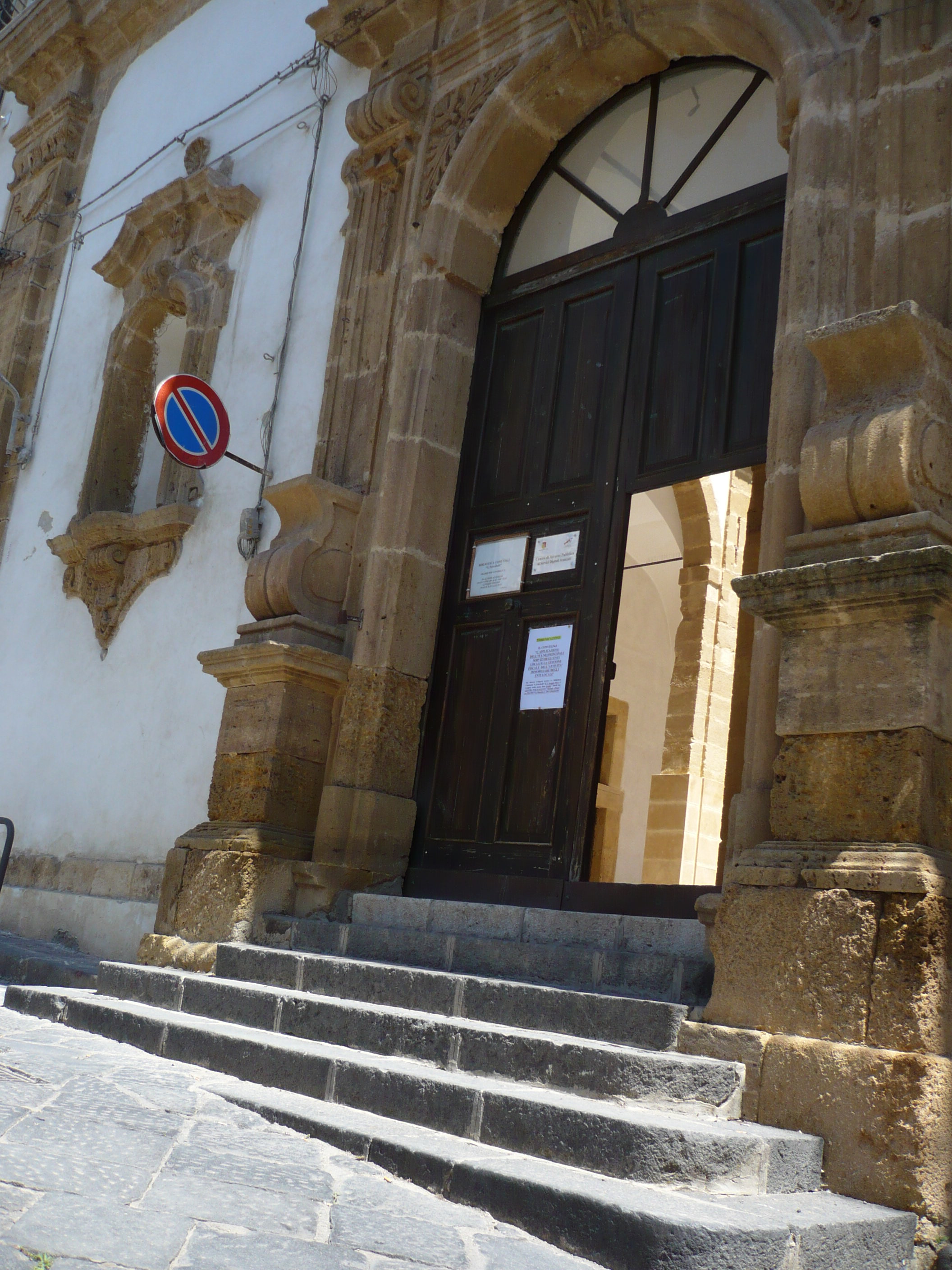
Ingresso esterno della biblioteca Scarabelli di Caltanissetta

Il restauro ha avuto lo scopo di recuperare l'intera struttura per destinarla interamente alla Biblioteca Scarabelli; con l'eccezione della parte attualmente occupata dal locale Istituto Superiore di Studi Musicali provinciale intitolato a Vincenzo Bellini.
Il comune ha anche ricevuto dalla provincia una donazione di ambienti del collegio di sua proprietà per 326 m². Spazi che sono serviti per la realizzazione di un auditorium e una scala antincendio di emergenza.
Fino a tutto il 1999 sono stati eseguiti una serie di indagini geologiche e strutturali che hanno permesso di individuare i necessari interventi per il consolidamento dell'intera struttura. Indagini che hanno mostrato come l'edificio, nel suo complesso si presentava in discrete condizioni, pur danneggiato dagli anni e dagli interventi urbanistici circostanti, in particolare per l'abbassamento della quota stradale del prospiciente Corso Umberto I.
Il consolidamento inizialmente previsto, avrebbe comportato la creazione di una paratia fondale continua con pali attorno tutto l'edificio, ma la constatazione in corso d'opera che la struttura fondale era integra ha fatto decadere quest'ipotesi.

#### Realizzazione

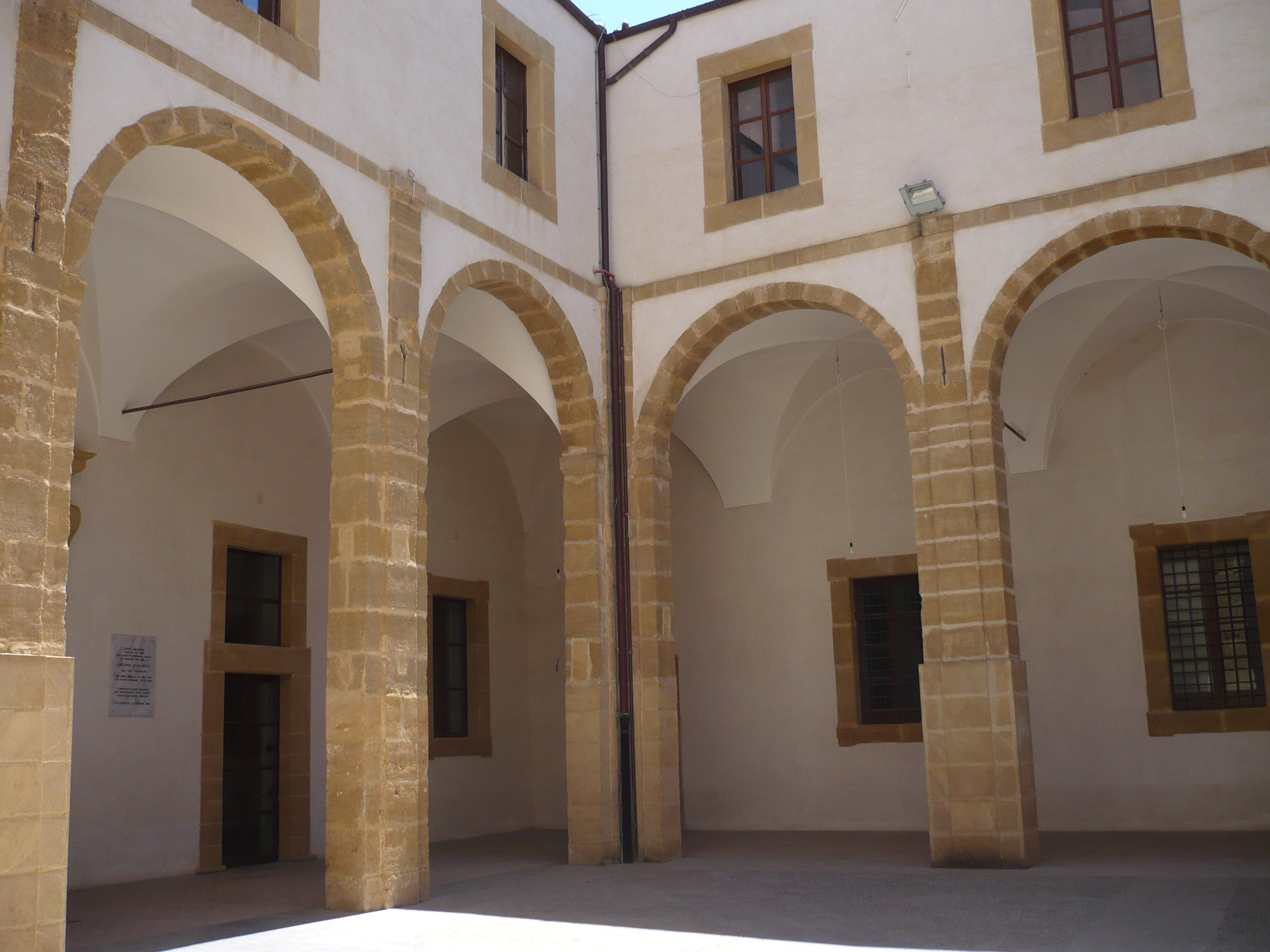
Angolo del cortile interno della biblioteca Scarabelli a Caltanissetta

Il restauro ha comportato il consolidamento delle parti strutturali a rischio di cedimento con iniezioni di calce idraulica, inserimento di barre in acciaio, risarcitura e muratura a cuci e scuci. Nei solai sono state inserite travi portanti in ferro. All'interno sono stati eliminate tutte le tramezzature ripristinando le aperture e i percorsi originali; inoltre sono stati rifatti gli intonaci, e si provveduto anche al restauro della pietra viva delle cornici e decorazioni interne ed esterne.
Infine, sono state previste e create uscite e scale di sicurezza e accessi ai disabili con un opportuno ascensore oltre all'impiantistica (riscaldamento, condizionamento, telefono, luce, impianto d'allarme, spegnimento automatico d'incendio, ecc.).
Al piano terra è stato creato un Auditorium, con circa 100 posti a sedere, un'alternativa all'aula consiliare del Palazzo del Carmine. I portici sono un ulteriore spazio espositivo all'aperto parzialmente coperto che può accogliere fino a 300-350 posti a sedere. Al primo piano nel loggiato, è stata prevista la creazione di una galleria espositiva collegata ai locali dalla biblioteca.

### Libreria storica dei Cappuccini
Unico tra gli arredi preesistenti che ha meritato un restauro è una libreria della vecchia Biblioteca che si fa risalire al 1760-1770. Essa ospitò i testi trasferiti dal vecchio convento dei frati Cappuccini diventato prima nosocomio e poi nel 1905 ospedale Vittorio Emanuele II. La storica libreria opportunamente restaurata, e adattata alla stanza disponibile, è stata il 9 luglio 2013 riaperta al pubblico con una cerimonia ufficiale. Essa ospiterà nuovamente tutte le opere provenienti dal Convento dei Cappuccini, dopo una opportuna e necessaria riclassificazione e attribuzione della provenienza.